# Шупља стијена (Мајевица)
Шупља стијена представља природни локалитет на источној падини планине Мајевице. Налази се у селу Доња Крћина, општине Угљевик у Републици Српској.

## О локалитету
Шупља стијена представља необичан геоморфолошки облик у виду отвора у стени, поткапине, која подсјећа на пећински улаз. Сматра се веома плитком пећином. Њен отвор је дугачак 20 метара, а највиша тачка на улазу у пећину налази се на 3 метра. Пећина се налази на 385 метара надморске висине, а непосредно поред ње протиче планински поток Домана, чији кањон са неколико очуваних воденица употпуњава пејзаж овог локалитета. Конфигурација околног терена погодна је за планинарење и рекреацију.
Шупља стијена се налази на удаљености од око 10 километара ваздушном линијом од центра општине Угљевик.
Прилаз локалитету могућ је са локалног пута који повезује Доњу и Горњу Крћину. У близини овог места налази се манастир Тавна.